# Sofoni Tigel·lí
Sofoni Tigel·lí va ser un ministre de Neró.
Era originari d'Agrigent (on havia nascut el seu pare) i d'una família pobre i obscura. Va aconseguir sortir de la pobresa gràcies a la seva bellesa i a la seva manca d'escrúpols. Va ser desterrat a Scyllaceum (Squillace) al Brútium (39-40) acusat d'una intriga amb Agripina Menor i Júlia Livil·la, germanes de Calígula i esposes de Luci Domici Aenobarb i Marc Vinuci (cònsol any 30).
Va ser probablement un dels que Agripina va fer tornar de l'exili quan va esdevenir emperadriu pel seu enllaç amb Claudi. Des del començament del regnat de Neró tenia el favor de la cort i a la mort de Sext Afrani Burre l'any 63 va ser nomenat prefecte del pretori junt amb Feni Ruf.
Tigel·lí controlava les baixes passions de Neró, i de tots els ministres imperials va ser el més odiat. Va instigar l'avarícia i la gelosia de Neró contra els més nobles dels membres del senat com Gai Rubel·li Plaute, Faust Corneli Sul·la, Aule Minuci Therme i Petroni, que van ser successivament víctimes de l'emperador. El va incitar a divorciar-se d'Octàvia, la filla de Claudi, i casar-se amb Popea Sabina l'any 63. El 65 va fer una recepció extraordinària a l'emperador als seus jardins anomenats Emilians, i després va compartir amb l'emperador l'odi del poble per l'incendi de Roma, ja que el foc havia començat al lloc del banquet.
A les persecucions que van seguir al descobriment de la conspiració de Pisó, Tigel·lí va ser l'agent més despietat de la venjança imperial. Després es va vincular a l'emperadriu i es va arribar a dir habitualment a Roma que el consell privat només tenia tres membres, Neró Popea i Tigel·lí. La crueltat i la rapacitat de Tigel·lí van ser censurades per totes les classes socials de Roma. Juvenal diu d'ell "Pone Tigellinus" (et ve Tigel·lí per darrere). Marc Anneu Mela, el germà petit del filòsof Sèneca, va ser un dels que en el seu testament deixava una part dels seus béns a Tigel·lí i al seu gendre, Cossutià Capitó, per veure si podia salvar la part restant del patrimoni pels seus hereus. Els que van escapar de ser declarats culpables per la conspiració ho van deure més als suborns que no pas a la seva culpabilitat o innocència.
A Grècia, on havia acompanyat l'emperador, va presidir l'enllaç de Neró amb l'esclau Sporus, de gran semblança amb Popea a la que Neró havia matat. Moltes de les mesures preses per Tigel·lí van contribuir a fer més impopular a Neró. Poc després de la tornada a Roma l'any 68 aC, les legions es van revoltar, juntament amb el senat i el poble, indignats tots pel comportament de l'emperador. Neró va conservar alguns amics, però Tigel·lí va abandonar ràpidament al seu cap.
Es va unir a Nimfidi Sabí, successor de Feni Ruf com a cap dels pretorians, i amb ell va reconèixer la fidelitat dels soldats a Galba. Amb suborns a Tit Vini, el legat de Galba, i a la filla de Vini, Tigel·lí va comprar la seva seguretat i fins i tot va obtenir de Galba un decret on reprovava al poble el fet de demanar el seu cap. Però al pujar al poder Otó l'any 69, les coses van canviar. Va enviar un centurió a buscar-lo a Sinuessa on es trobava. Tigel·lí el va voler subornar sense èxit i finalment es va suïcidar.